# Keykamdar
Keykamdar (persiska: كیكمدر) är en ort i Iran.   Den ligger i provinsen Lorestan, i den centrala delen av landet, 300 km sydväst om huvudstaden Teheran. Keykamdar ligger 1 829 meter över havet och antalet invånare är 327.
Terrängen runt Keykamdar är kuperad åt sydost, men åt nordväst är den platt. Keykamdar ligger nere i en dal.Runt Keykamdar är det ganska tätbefolkat, med 72 invånare per kvadratkilometer. Närmaste större samhälle är Aznā, 18,6 km nordost om Keykamdar. Trakten runt Keykamdar består i huvudsak av gräsmarker.